# 赛义德·沙耶斯特
阿布法兹勒·莫巴拉基（波斯語：‎，1980年1月15日—），艺名赛义德·沙耶斯特，是一位伊朗流行歌手。  

## 生平
赛义德·沙耶斯特1995年从伊朗移民到迪拜，在获得瑞典居留权后，他移居到这个国家。